# Acciughe sotto sale
Le acciughe sotto sale sono acciughe conservate con il sale fino a due o tre anni in contenitori di vetro detti arbanelle.

## Ingredienti e attrezzatura
Solitamente si acquista una cassetta di acciughe fresche da dieci chilogrammi e circa cinque chilogrammi di sale grosso. Queste acciughe occuperanno cinque arbanelle di vetro. Per una sola arbanella bastano due chilogrammi di acciughe e un chilogrammo di sale grosso. 

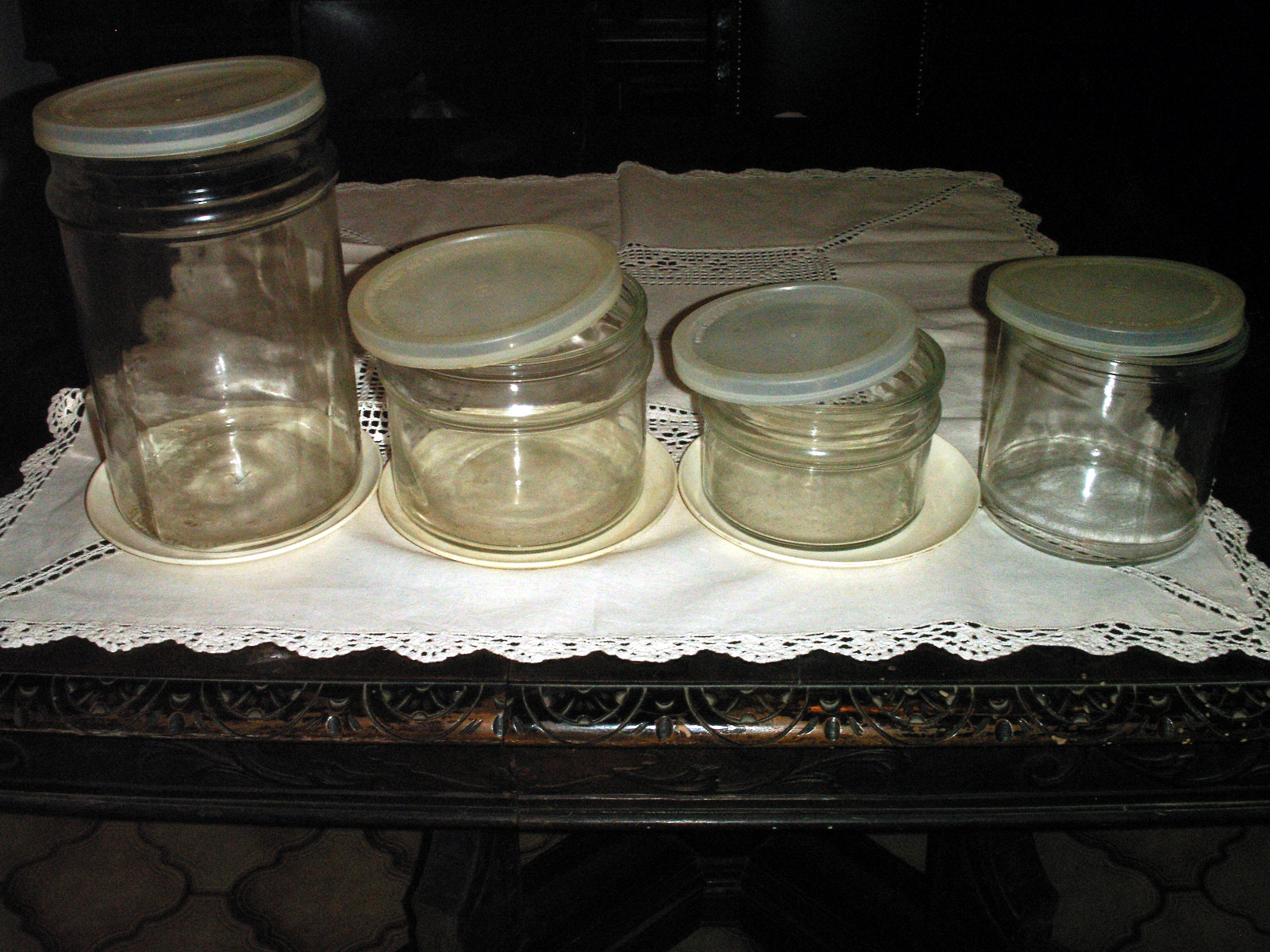
Arbanelle di varia capienza per la conserva delle acciughe sotto sale

È necessario procurarsi anche un disco di ardesia o di vetro per coprire il composto, una pietra per mantenerlo pressato e un tappo di plastica. Se si usano tappi di legno massello, si deve tenere presente che esistono legni molto tossici, i tappi di legno non devono essere improvvisati, ma per uso alimentare, dai quali è stato tolto il tannino, che è una sostanza velenosa che si scioglie nell'acqua della salamoia. Fare tappi di legno listellare, come si è visto fare da alcuni o di compensato, trovati nei vasi in creta delle acciughe sotto sale di Cetara, è ancora peggio, perché questi fogli di legno sono incollati con una colla certamente non alimentare, potenzialmente tossica.

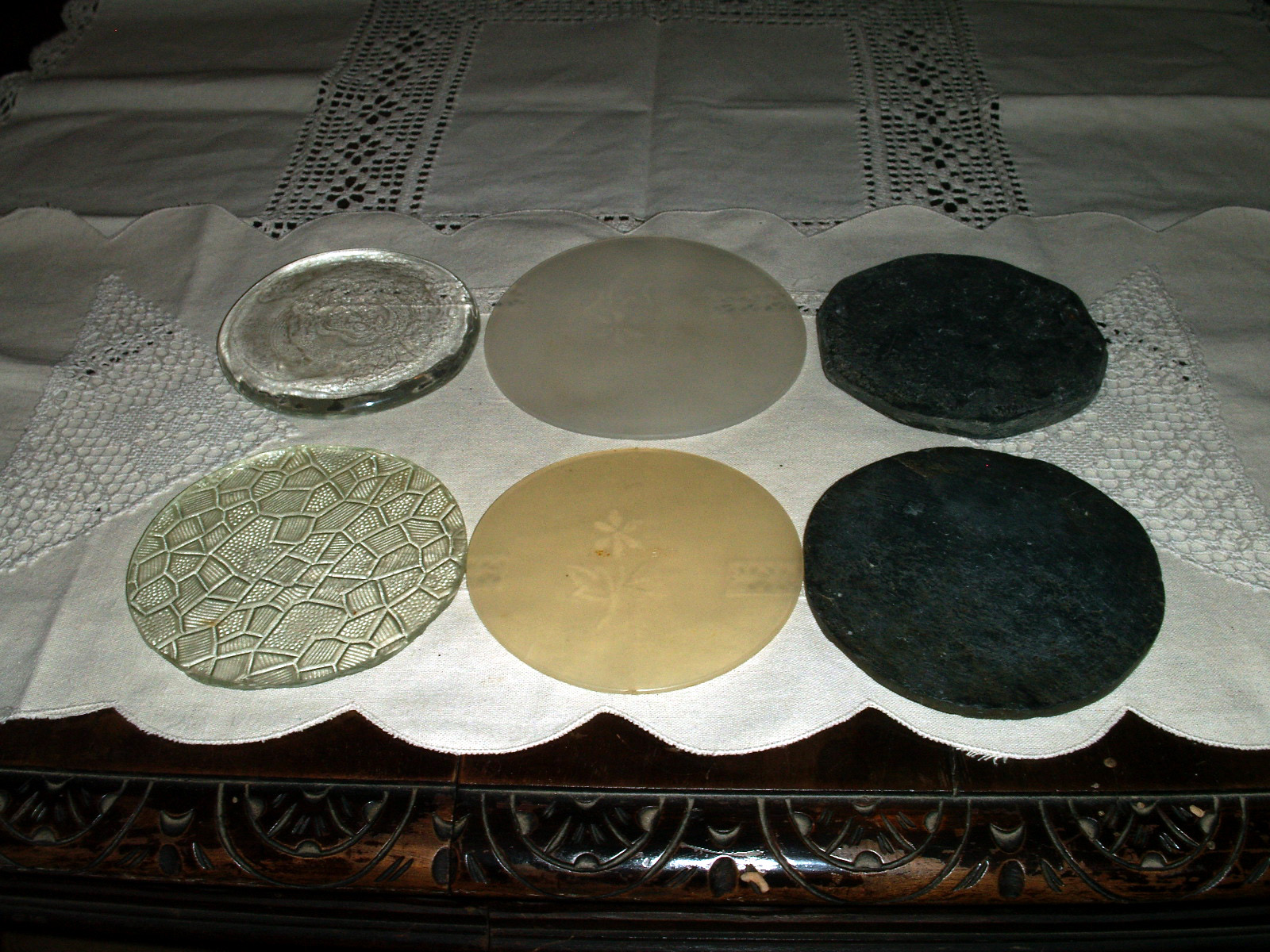
Tappi che si usano nella salatura delle acciughe, in vetro tagliato, in vetro fuso, in plastica e in ardesia sottile

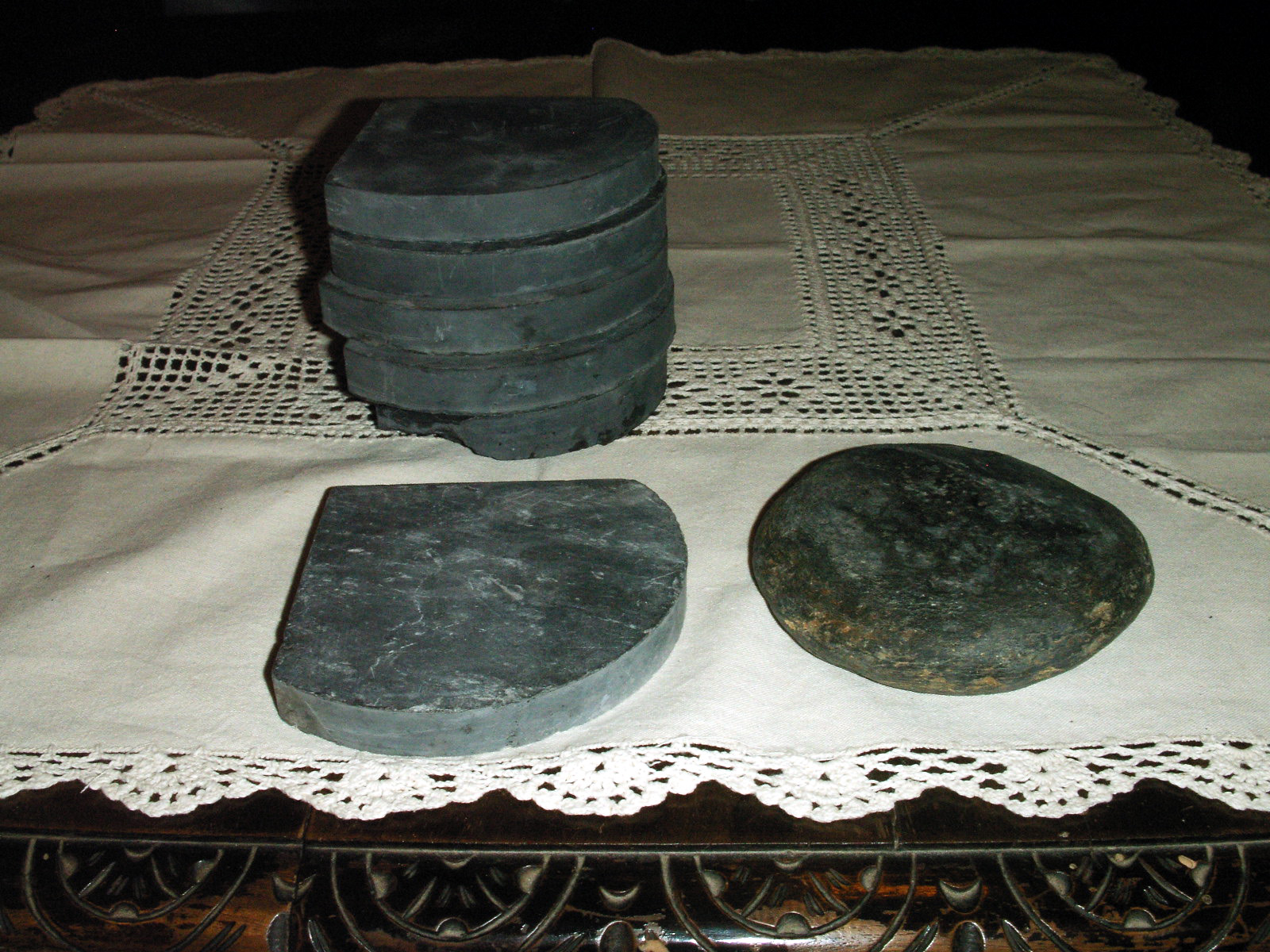
Pesi di pietra d'ardesia e ciottolo di mare, per pressare le acciughe sotto sale

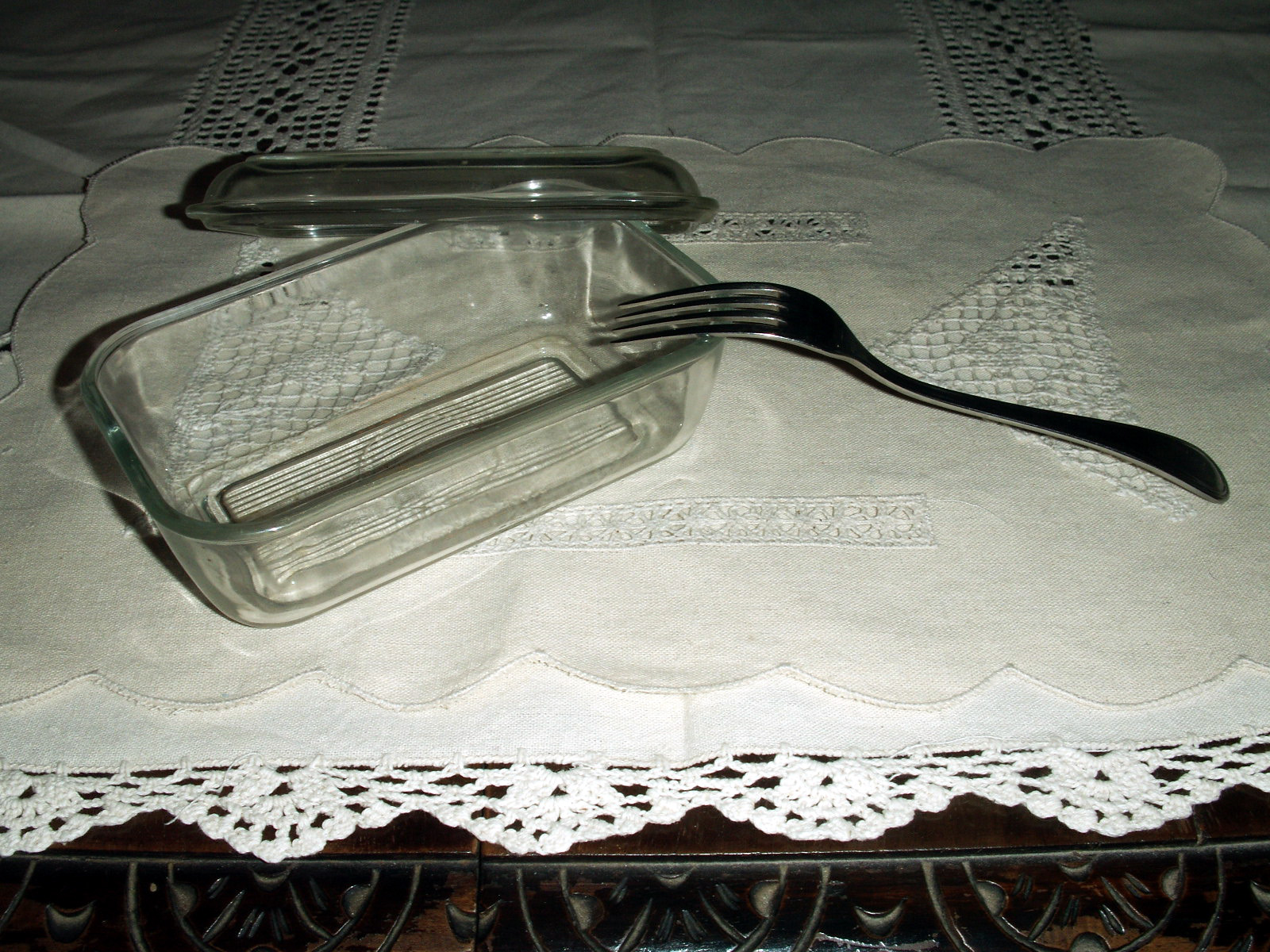
Portacciughe sott'olio con coperchio in vetro

Secondo il disciplinare il peso da mettere sulle acciughe a maturare deve essere di 0,04 kg/cm². Quindi per la superficie dei dischi di ardesia qui presentati, che hanno un diametro di circa 13 cm, si ha un'area di 6,5 × 6,5 × 3,14=132,66 cm² e un peso calcolato di 132,66 × 0,04=5,3 kg, una compressione enorme che viene usata nell'industria. Nell'esperienza comune si legge che le persone usano per comprimere un bottiglione di vino da due litri, che corrisponde a una compressione di circa 2,5 kg, la metà di quanto prescritto dal disciplinare. Alla prova pratica risulta che con una compressione di 5 kg le acciughe risultano estremamente schiacciate, cioè quando sono mature e si tirano fuori dal sale per lavarle, la carne delle acciughe risulta assolutamente priva di liquidi. Usando invece un peso di 2,5 kg quando si tirano fuori le acciughe risultano invece, un po' più gonfie di liquidi. Dunque meglio seguire i consigli del disciplinare, massima compressione.
Altri contenitori possono essere casalinghi o industriali: tipici del Sud Italia sono vasi cilindrici di creta in ceramica, chiamati salaturi, prodotte in Campania, Calabria e Sicilia. Botticelle e piccole tinozze di legno. Pentole di acciaio inox sono sconsigliabili perché la soluzione salina può corrodere in punti di debolezza l'acciaio producendo ioni metallici in soluzione, tossici. Mentre da un punto di vista industriale il disciplinare prodotti tipici liguri indica barili in legno di castagno, per uso alimentare, senza tannino, inscatolando in arbanelle di vetro quando il prodotto è maturato, ma in altre regioni si usano anche barili di plastica per uso alimentare o di acciaio, inscatolando nella latta quando il prodotto è maturo.

## Salatura delle acciughe
Le acciughe da salare non devono mai venire in contatto con l'acqua dolce o con il ghiaccio, altrimenti ammuffiscono e marciscono.

### Periodo
Non si possono mettere le acciughe sotto sale in ogni periodo dell'anno, perché ad agosto e settembre c'è tanto novellame piccolo, che a salarlo si scioglie. Le acciughe più grosse, di circa 12 cm, si trovano a luglio, perché è il periodo in cui non hanno ancora figliato, non c'è novellame e le acciughe sono tutte adulte al massimo della loro grandezza. Le acciughe in media raggiungono 15-17 cm di lunghezza, in modo eccezionale al massimo della loro lunghezza arrivano fino a 20 cm. Comunque il periodo migliore va da maggio a luglio. Il 60% delle acciughe a maggio sono lunghe 10 cm, una grossezza appena sufficiente per essere salate.
Le acciughe di ottobre sono lunghe al massimo 8-9 cm e con il freddo mettono su grasso, ricco di omega-3 ma che messo sotto sale diventa rancido e conferisce alle acciughe il suo caratteristico sapore; ugualmente tutti i mesi invernali e finché dura il freddo. A maggio le acciughe hanno la fregola, non mangiano e il grasso superfluo si consuma.
Le acciughe vanno comprate quando c'è la luna piena perché con la luce della luna piena le acciughe vengono numerose a galla, la pesca è abbondante e sul mercato costano meno.

## Provenienza e qualità
Le acciughe si trovano in tutto il mar Mediterraneo, ogni bacino serve localmente le città, i paesi antistanti il mare e le pescherie dell'interno. In alcuni casi provengono dal mar Egeo, dal Golfo della Sirte e dai bacini spagnoli, sia mediterranei sia cantabrici.
Le barche o i pescherecci partono nel tardo pomeriggio, durante la notte avviene la pesca alla luce delle lampare che richiama il pesce e al mattino presto possono essere acquistate sulla spiaggia, al prezzo minimo, al mercato del pesce locale a un prezzo medio o dal pescivendolo, al prezzo massimo.
L'acqua dolce è il maggior pericolo per la conservazione del pesce di mare, quindi nella cassetta di pesce che si acquista non deve esserci assolutamente ghiaccio. Il pesce può essere conservato in frigo, ma il pesce di mare venuto a contatto con acqua dolce marcirà in ogni caso, anche se conservato sotto sale nel migliore dei modi.

### Freschezza del pesce
Secondo il disciplinare le acciughe devono essere avviate alla lavorazione entro le dodici ore dalla cattura del pescato.
Il pesce in vendita viene classificato:
1. pesce freschissimo: pelle lucida che riflette la luce e dai colori vivi, addome iridescente; carni di consistenza gommosa, si lascia piegare con le mani senza rompersi riacquistando in poco tempo la forma originale; occhio limpido e trasparente, tale che guardandovi attraverso se ne vede il fondo; branchie rosse, ancora piene di sangue.
2. pesce fresco: la pelle è opaca, non riflette più la luce, il colore è grigio acciaio uniforme; carni di consistenza lignea, se si piega si rompe; occhio opaco lattiginoso, non si vede più il fondo; branchie esangui, biancastre, rosate o grigie.
3. pesce marcio: la pelle è disidratata, screpolata; le carni sono di nuovo molli e si sfaldano prendendolo in mano; occhi decisamente bianchi; branchie decisamente bianche.

## Pulizia del pesce
Ciò che fa marcire il pesce di mare sono l'acqua dolce e le interiora, le quali hanno un'alta carica batterica. È quindi importante non bagnare mai il pesce con acqua dolce in nessuna fase della preparazione, né le mani o le arbanelle; mai nemmeno risciacquare il pesce con acqua dolce.
Gli schizzi di acqua dolce dentro un'arbanella provocano delle macchie di muffa, facendo imputridire localmente la preparazione.
La prima operazione è togliere eventuali squame dal pesce. Le acciughe hanno poche squame e si tolgono con le mani, prendendo un'acciuga con una mano per la coda e poi passando delicatamente le dita dell'altra mano sul dorso e sull'addome del pesce.

### Come togliere la testa e le interiora
La seconda operazione è togliere la testa e le interiora. Si può fare in tre distinte maniere.
Nella prima si spezza la lisca vertebrale del pesce all'altezza delle branchie, e si tira via la testa del pesce, avendo cura di trascinare via anche le interiora ma lasciando integra la "gola". Se comunque rimane qualche residuo di interiora, questo sarà sterilizzato dal sale. Questa è una pratica dell'industria e dell'Italia meridionale.
La seconda è una pulizia che volutamente elimina la sola testa, lasciando le interiora nella cavità addominale e la "gola" integra. La pulizia completa viene effettuata al momento del consumo. Questa procedura dà un gusto particolare più forte amarognolo al prodotto. È pratica comune in Spagna, Francia e Inghilterra.
Infine nella terza possibilità si fa una pulizia radicale, togliendo testa, branchie e interiora subito, tutte insieme. Eventuali residui di interiora si tolgono con una ditata nella pancia del pesce. Lasciando il corpo più pulito e che occupa meno spazio nell'arbanella e dando un sapore meno amaro al prodotto maturo.

## La salatura

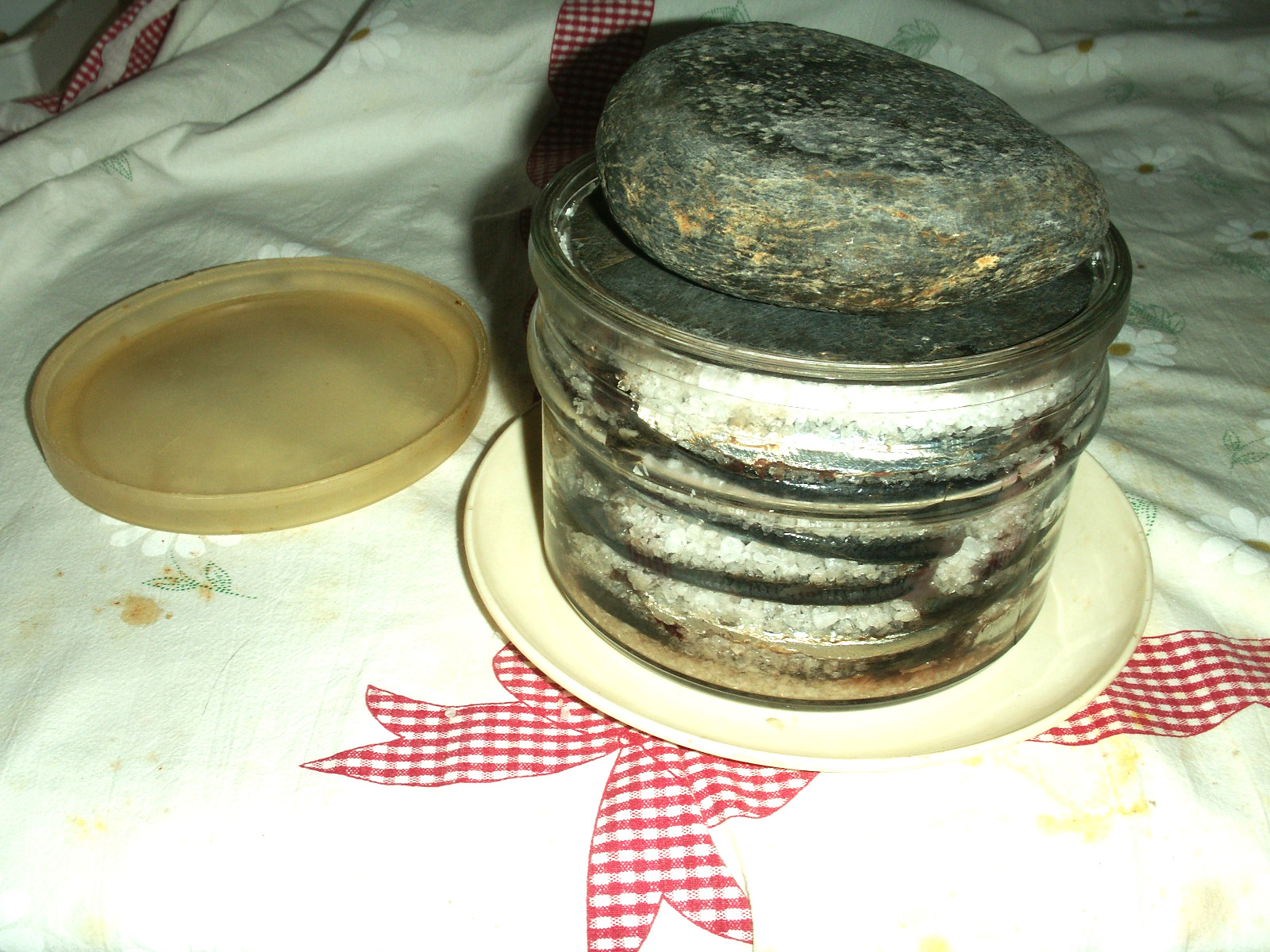
Arbanella di acciughe sottosale immature

Ogni arbanella piccola può contenere circa da un chilogrammo e mezzo a due chilogrammi di pesce e necessita di un chilogrammo di sale grosso, tritato medio.
Si cosparge il fondo di un'arbanella con due cucchiai da cucina di sale grosso e poi si dispongono i pesci in fila, disposti testa-coda, con due di traverso ai lati, per riempire lo spazio curvo che avanza ai lati della fila. Si coprono i pesci con altri due cucchiai di sale; non è necessario coprire con un centimetro di sale, due strati di pesce possono anche toccarsi in certi punti, l'importante e non lasciare grossi vuoti o bolle d'aria.
Si ricomincia poi con una fila di pesci incrociata rispetto alla precedente e si va avanti così per 5-6-7 strati finché non si riempie l'arbarella fino a 2 cm dal bordo, che andranno colmati con il sale grosso fino all'orlo.
Si copre poi con una pietra piatta e rotonda di ardesia, o un disco di vetro, o un piattino da caffè. Per mantenere il tutto pressato, si poggiano sopra delle pietre rotonde molto pesanti, trovate sulla spiaggia del mare. Per esempio la pietra di mare riportata in figura pesa circa un chilo e le tegole di ardesia pesano circa un chilo l'una e quindi ne bastano cinque pezzi. A questo punto si ripone a maturare intervenendo soltanto se la salamoia evapora e diventa necessario fare un rabbocco.

### Salamoia
La salamoia è una soluzione satura di cloruro di sodio (sale da cucina fino o grosso), vale a dire che è una soluzione acquosa contenente 35,7 g di cloruro di sodio, disciolto in 100 mL d'acqua.
La salamoia proveniente dalle acciughe è colorata di rosso perché contiene l'emoglobina del sangue delle acciughe, mentre la salamoia preparata con acqua del rubinetto e sale da cucina è chiara e trasparente.
Queste due salamoie sono intercambiabili, alcuni recuperano la salamoia rossa per utilizzarla in cucina per insaporire il cibo e la sostituiscono completamente con la salamoia chiara.
Preparare la salamoia è molto semplice: si prende circa 1 ettogrammo di sale per ogni quarto di litro d'acqua. Si fa bollire l'acqua, poi si aggiungono circa 10 cucchiaiate di sale da cucina grosso, finché non se ne scioglie più. Allora si lascia raffreddare, così si ottiene una soluzione satura di cloruro di sodio, una forte concentrazione, che poi si versa nel vaso per fare il rabbocco.
Secondo il disciplinare è ammesso l’utilizzo di salamoie di media (18-25%) o forte (25-33%) concentrazione.

### Rischio anisakis
L'anisakis è un verme lungo circa 3 cm le cui uova si annidano nelle interiora del pesce ma da verme può migrare anche nelle carni. L'infestazione nell'uomo si ha mangiando pesce crudo. L'acidità dello stomaco dovrebbe digerirlo però non sempre succede e allora provoca dei sintomi come dolore allo stomaco acuto e severo, nausea e vomito, febbre lieve e ulcera.
Il verme viene inattivato da una concentrazione salina di 20° Baumé, una densità in sale prodotta da circa duecento grammi di sale in un litro d'acqua, in venti giorni. La salagione produce soluzioni di media concentrazione dal 18% al 25% di sale o di forte concentrazione 25%-33%, a seconda della quantità di sale che ci si mette.
La salatura è sicura se è ad alte concentrazioni saline, superiore a 20° Baumè per venti giorni.
Cento grammi di acciughe contengono 73,37 grammi d'acqua. Nella salagione qui descritta si usa 0,5 chilogrammi di sale ogni chilogrammo di pesce, che produce 733,7 millilitri d'acqua. Quindi per fare una soluzione satura di sale con l'acqua emessa dal pesce, in 733,7 millilitri d'acqua bisogna sciogliere 261,9 grammi di sale. Questa è una soluzione satura di cloruro di sodio che contiene 357 g. di cloruro di sodio, disciolto in un litro d'acqua che ha una densità di 30 °Bé. Tale densità per sessanta giorni, è più che sufficiente per inattivare il verme anisakis.
L'abbattimento delle acciughe, ossia metterle a −20 °C nel congelatore a quattro stellette, e farle congelare per 24 ore, uccide le uova e il verme dell'anisakis. Questo vale per il consumo del pesce crudo. Mettere sotto sale del pesce decongelato è una procedura eccentrica perché di solito il cibo decongelato deve essere consumato in giornata. Inoltre la procedura di abbattimento delle acciughe non è prevista dal disciplinare delle acciughe sotto sale.

## Tempi di uso e conservazione
L'arbarella deve essere posta su di un piatto perché la salamoia tende a traboccare. La salamoia in eccesso non va gettata, perché serve per fare eventuali rabbocchi di liquido salato, che non deve mai mancare.
Inoltre, quando tutte le acciughe sono state consumate, la salamoia avanzata si può usare per condire al posto del sale. Essendo salamoia di pesce, contiene un'alta percentuale di glutammato che dona più sapore a qualsiasi cibo.
L'arbarella deve essere lasciata con il pesce così pressato, al buio e aperta all'aria, per circa due mesi, avendo cura di non lasciare mai seccare la superficie del sale. Se necessario, rabboccare il liquido che evapora con la salamoia traboccata oppure preparandone una nuova.
Mai lasciare asciugare lo strato superiore di sale nell'arbanella. La carne delle acciughe asciutte acquista un cattivo sapore immangiabile e si butta via tutto.
Dopo due mesi l'arbarella può essere chiusa con il suo coperchio di plastica, per fare evaporare meno il liquido, ma il pesce deve rimanere sempre pressato e ricoperto di sale e salamoia. Adesso basta un peso di un kg.

## Dissalatura e consumo

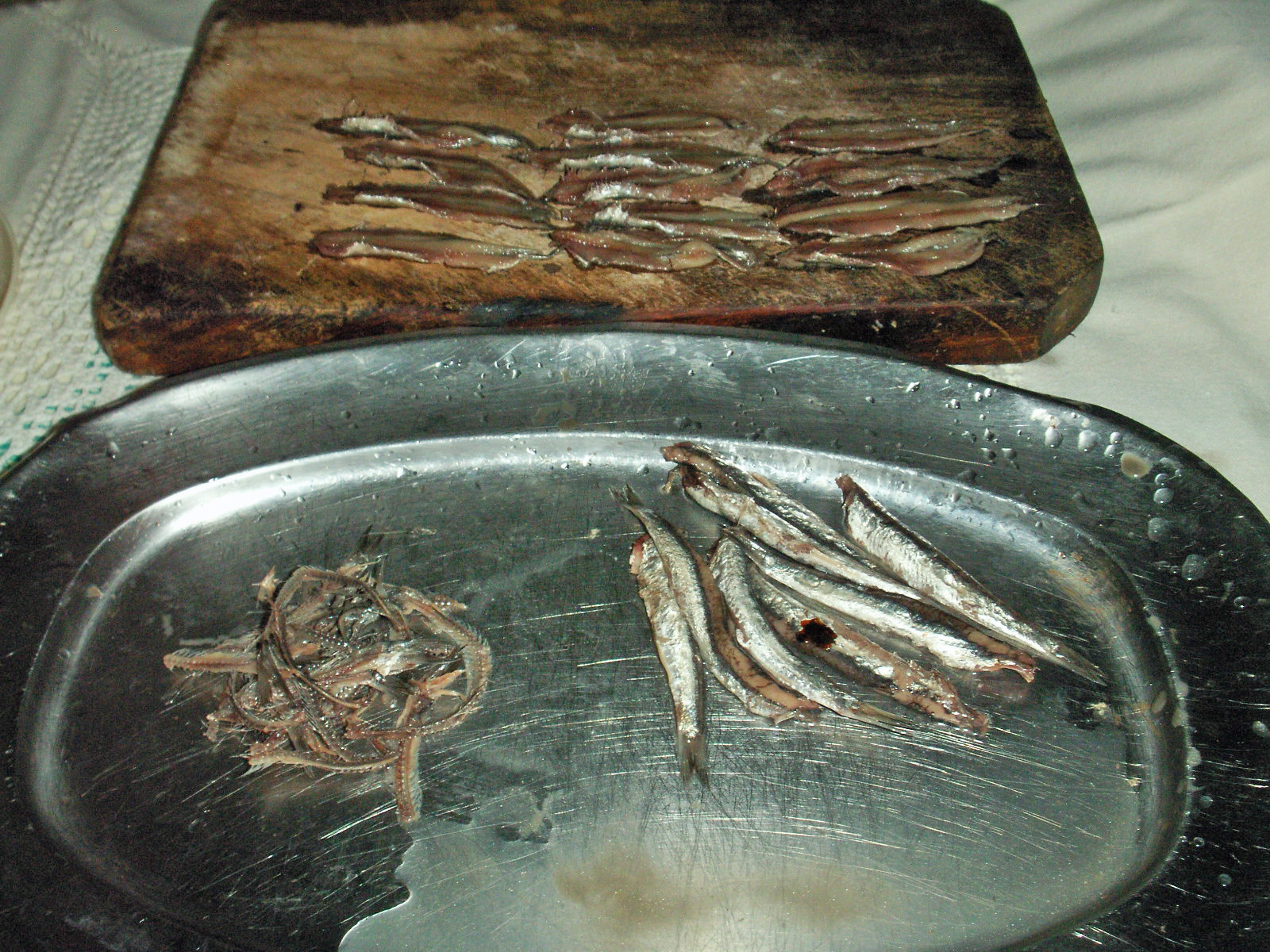
Pulizia delle acciughe dissalate

Le acciughe sotto sale durano anche due o tre anni, però più il tempo passa, più il sale corrode la carne consumandola.
Aprendo il coperchio si sprigiona un forte odore di mare. Togliendo il pesce dalla salamoia, bisogna fare molta attenzione che nulla venga in contatto con acqua dolce. Là dove cadono gocce d'acqua dolce, per esempio sulla piastra o sul peso, si crea una zona non salata sulla quale attecchisce la muffa. Se le macchie di muffa sono piccole e confinate, è possibile pulirle, ma se si estendono rapidamente per precauzione è meglio gettare l'intero vaso di pesci.
Per dissalare il pesce lo si lascia sotto l'acqua corrente per circa un'ora o anche di più, se il sapore del sale fosse ancora troppo forte. Ma per la maggior parte degli usi non è necessaria una dissalatura profonda e basta una rapida sciacquata, che evita che le parti del pesce più corrose dal sale vengano completamente perse. Le acciughe sotto sale sono secche, lasciandole in ammollo per un po' di tempo nell'acqua, si gonfiano d'acqua e le carni ritornano di consistenza simile a quando erano fresche.
Una volta lavate le acciughe si tolgono la pinna dorsale, le ventrali e l'anale, poi si apre l'acciuga con le dita e si strappa la lisca completa di coda. Per asciugarle si lasciano su un tagliere di legno e si tamponano con carta da cucina.

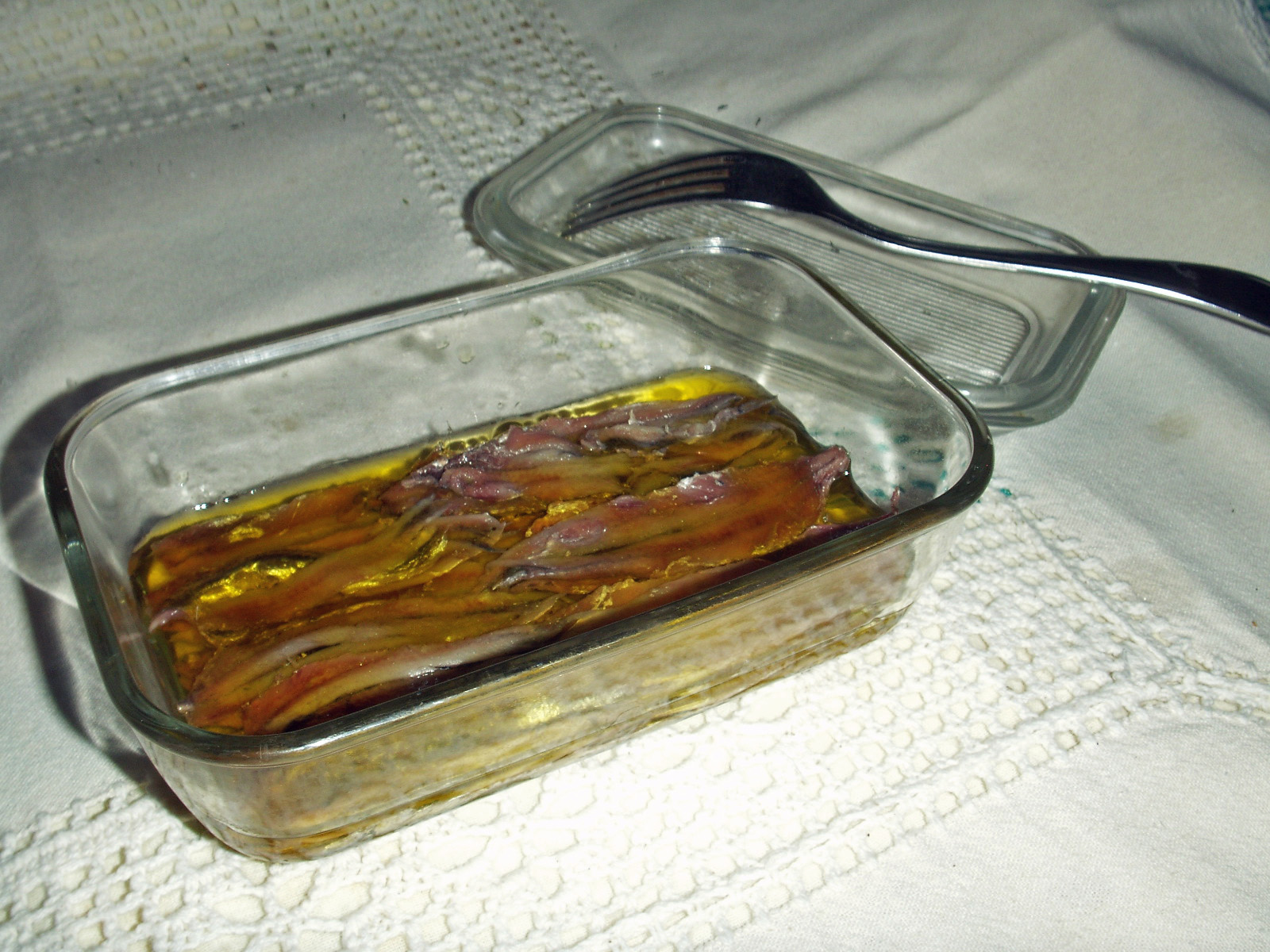
Vaschetta con acciughe sott'olio

Infine, si immergono nell'olio per un paio d'ore, eventualmente aromatizzandole con aglio e prezzemolo o origano o maggiorana o timo o peperoncino. Infine si possono condire con un miscuglio per pesce a base di aglio, basilico, salvia, timo, citronella e anice.
Le acciughe possono essere consumate su crostini di pane tostato, spalmato di burro e in abbinamento con un vino bianco secco ligure (Pigato, Lumassina, Cinque Terre) o dei dintorni (Cortese di Gavi, Oltrepò Pavese Chardonnay). Un panino farcito con il bagnet verd e acciughe dissalate e sott'olio, è una specialità piemontese. Le acciughe possono essere inoltre consumate in insalata con uova sode. Infine sono l'ingrediente principale della bagna càuda.
Se usate per guarnire una pizza, non è necessario asciugare le acciughe né immergerle nell'olio.
Una ricetta particolarmente gustosa prevede di farcire con un'acciuga pulita e qualche cappero una fetta di peperone appena unta e quindi cotta in forno.
Con le acciughe dissalate si preparano inoltre vari tipi di pasta d’acciughe, della quale ogni regione ha la propria variante.
La pasta d'acciughe più comune si ottiene pestando semplicemente le acciughe dissalate e pulite in un mortaio. Poi si può aggiungere a questa pasta di base del tuorlo d'uovo sodo, capperi e mollica di pane bagnata nell'aceto; pare che questa preparazione abbia proprietà afrodisiache.
L'acciuga dissalata condita con prezzemolo si può inserire in una frittella lievitata e friggere, che in genovese si chiama frisceu e in siciliano crispeddi c'anciovi.
Un'acciuga non dissalata messa nel sugo di pomodoro o nell'arrosto può dare più sapore.

## Varianti
- pesce esangue: alcune persone fanno scolare il sangue lasciando le acciughe da due a otto ore, in un catino con qualche pugno di sale grosso, cosiddetta operazione di pre-salatura prevista dal disciplinare. Invece che rosse le carni diventano rosastre, tendenti al bianco e di sapore più fino.
- non usare mai il sale fino, perché le acciughe vengono troppo salate e non si riesce mai a dissalarle.
- si possono utilizzare anche le sardine e le aringhe. In particolare le sardine sono economicamente molto convenienti, hanno un sapore abbastanza simile ma più oleoso.
- si possono utilizzare anche gli agoni, chiamate sarde del lago di Garda. Sono molto gustose.
- la salamoia rossa che si toglie dai vasi perché trabocca o per cambiarla con salamoia fresca va conservata perché è un ottimo condimento simile alla colatura di alici di Cetara.
- utilizzo degli scarti: dalla lavorazione avanzano circa sei ettogrammi fra teste e interiora ogni chilogrammo di pesce acquistato e ci si chiede se non siano utilizzabili. Così si scopre il garum, una antica salsa greco-romana, fatta con interiora salate e fermentate al sole con aggiunta di pesce e piccoli pezzi di pesce. Farla in casa richiama nugoli di mosche e non si è mai sicuri se il liquamen sia commestibile oppure no, tanto che questa salsa è caduta in disuso.
- in campagna, i contadini tolgono le acciughe dall'arbanella, le sbattono per togliervi il più grosso del sale e le mettono così sottolio, senza lavarle.
- nel Sud Italia usano aggiungere al sale grosso discrete quantità di pepe e peperoncino rosso. Con la dissalatura se ne va anche la maggior parte del gusto piccante. È possibile dare gusto deciso di pepe e peperoncino, risparmiando sulla quantità, aggiungendo un pizzico di pepe e peperoncino alle acciughe sottolio.

## Galleria d'immagini

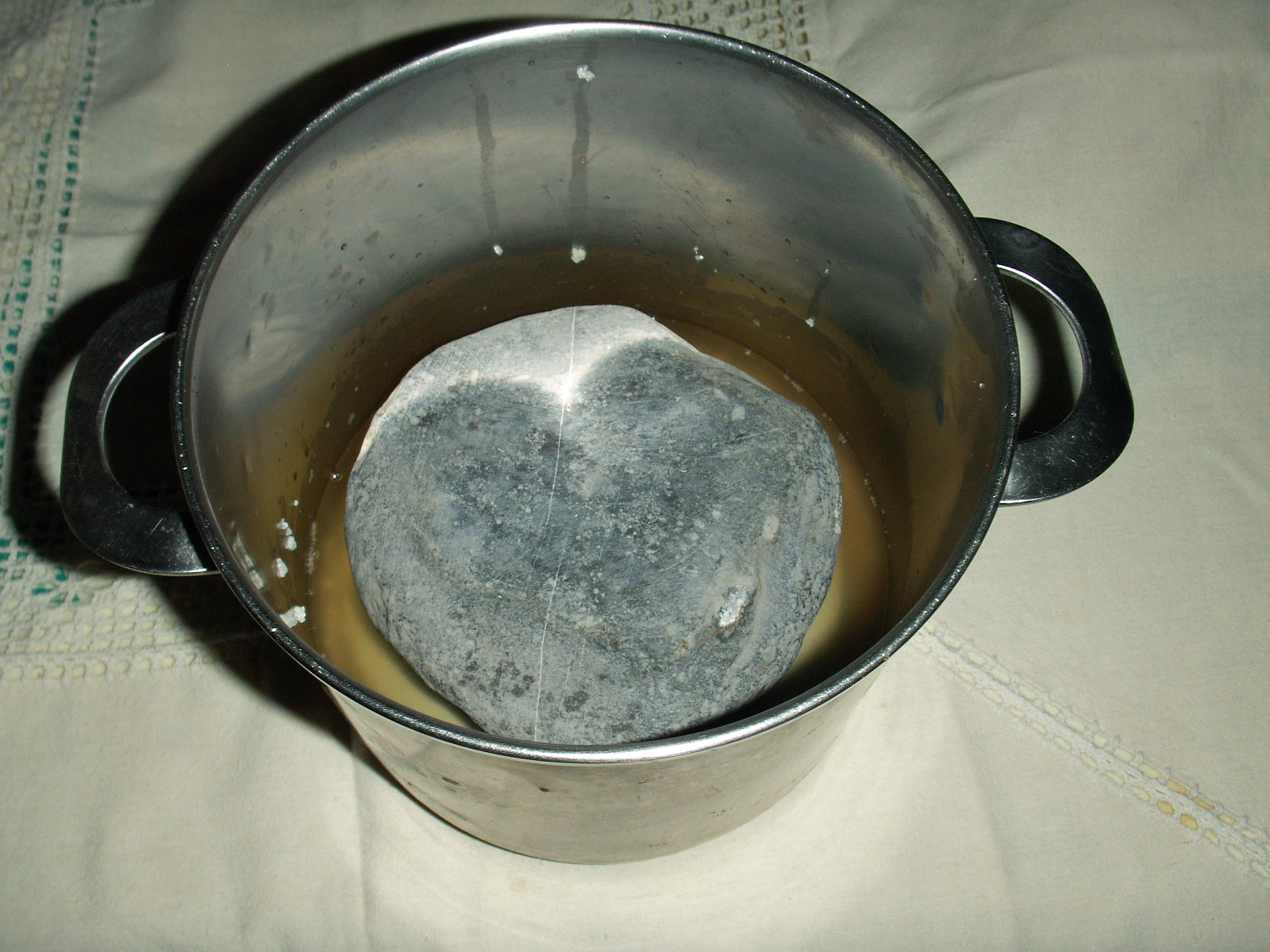
Acciughe sotto sale in pentola d'acciaio inox a bordi alti, sconsigliabile
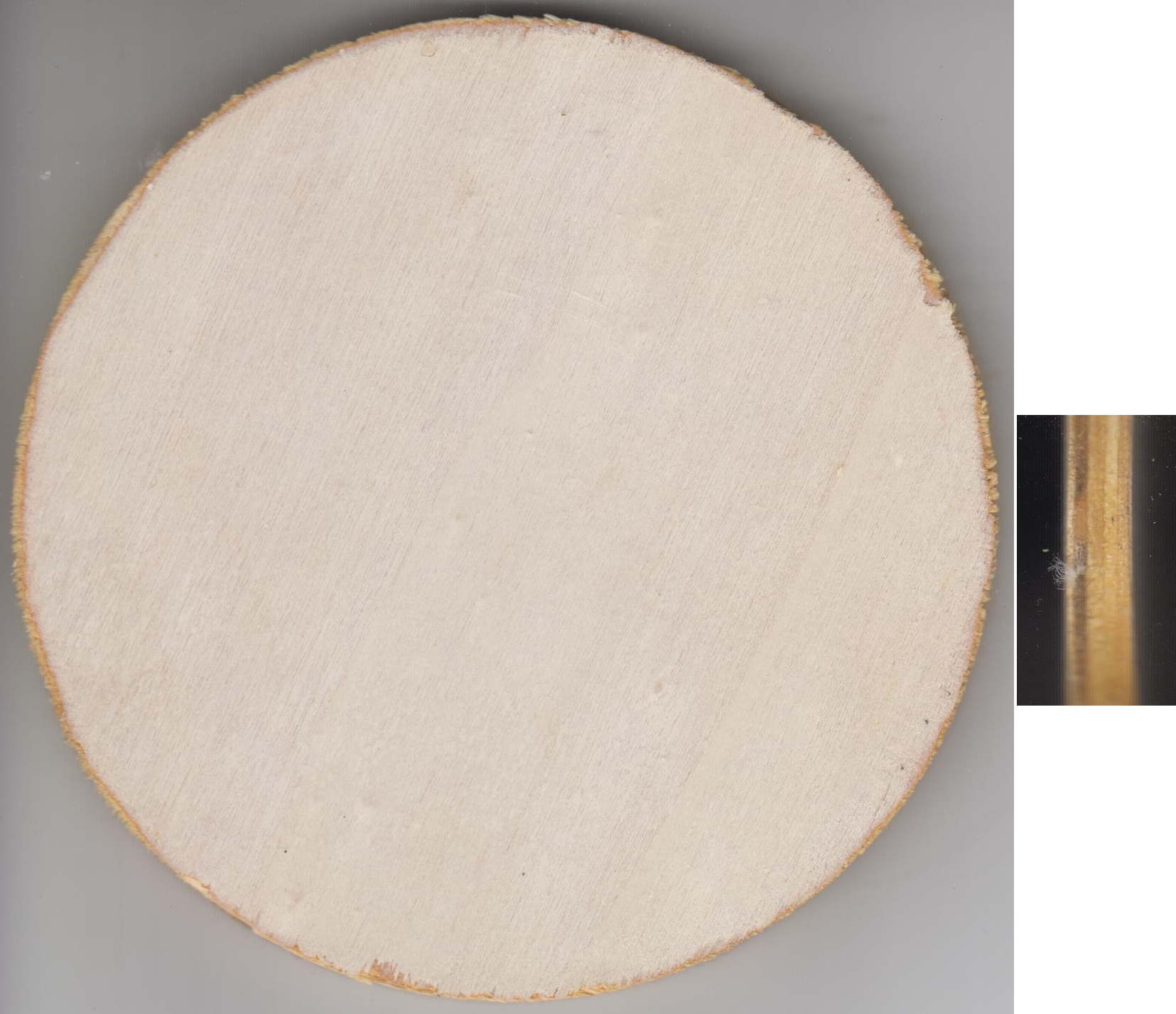
Acciughe sotto sale, tappo in legno compensato con uno sbaffo di colla, sconsigliabile
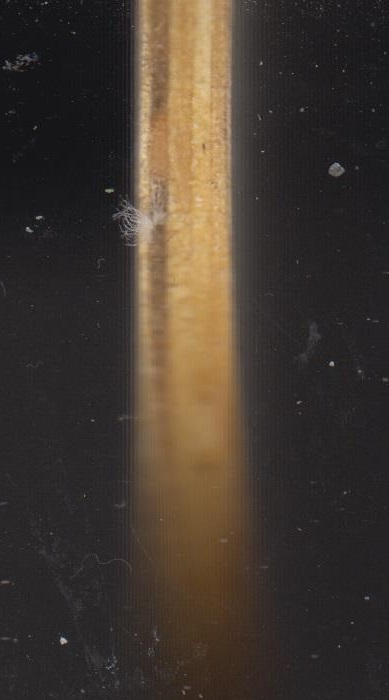
Acciughe sotto sale, ingrandimento di tappo in legno compensato con uno sbaffo di colla, potenzialmente tossico
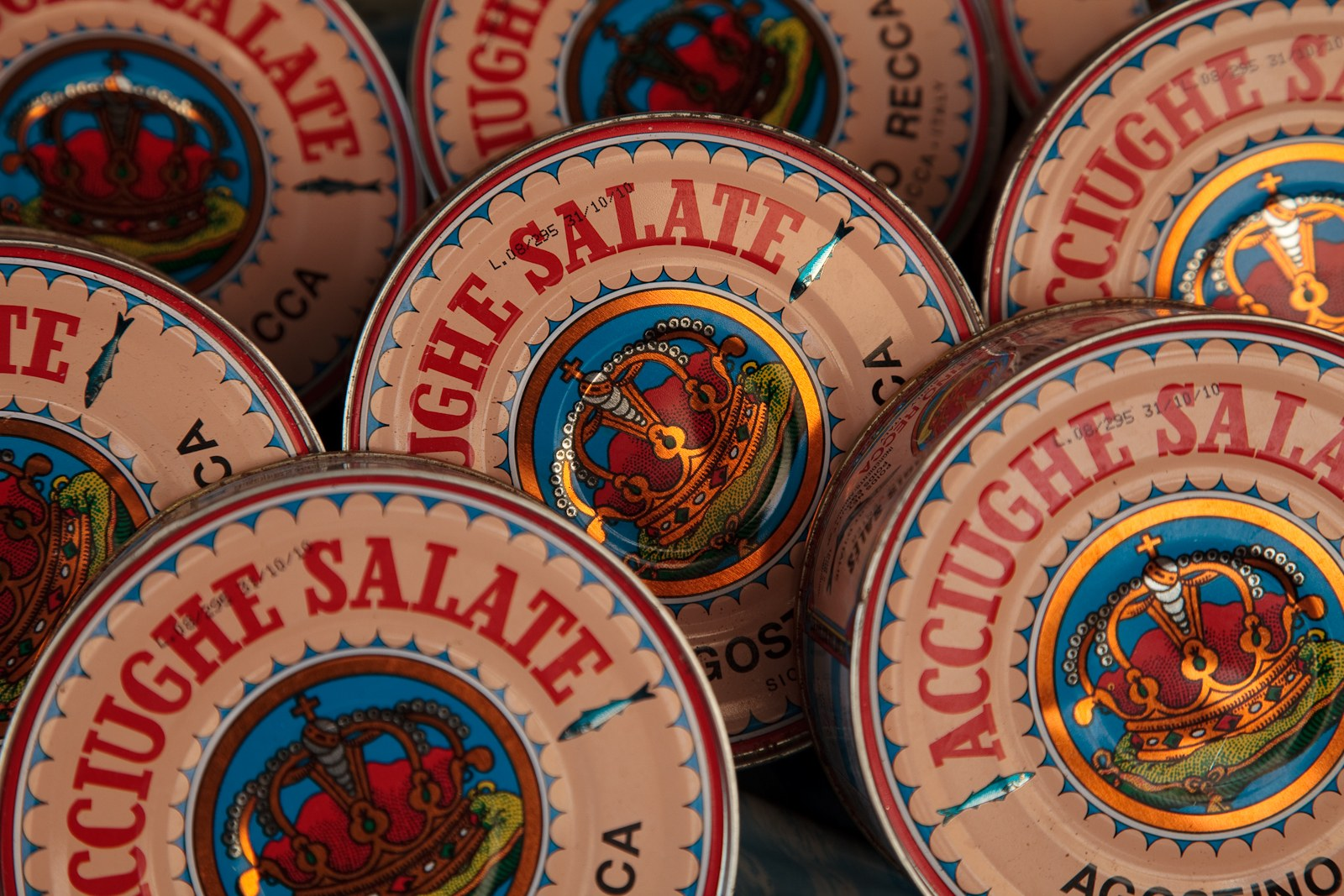
Acciughe sotto sale in scatola di latta
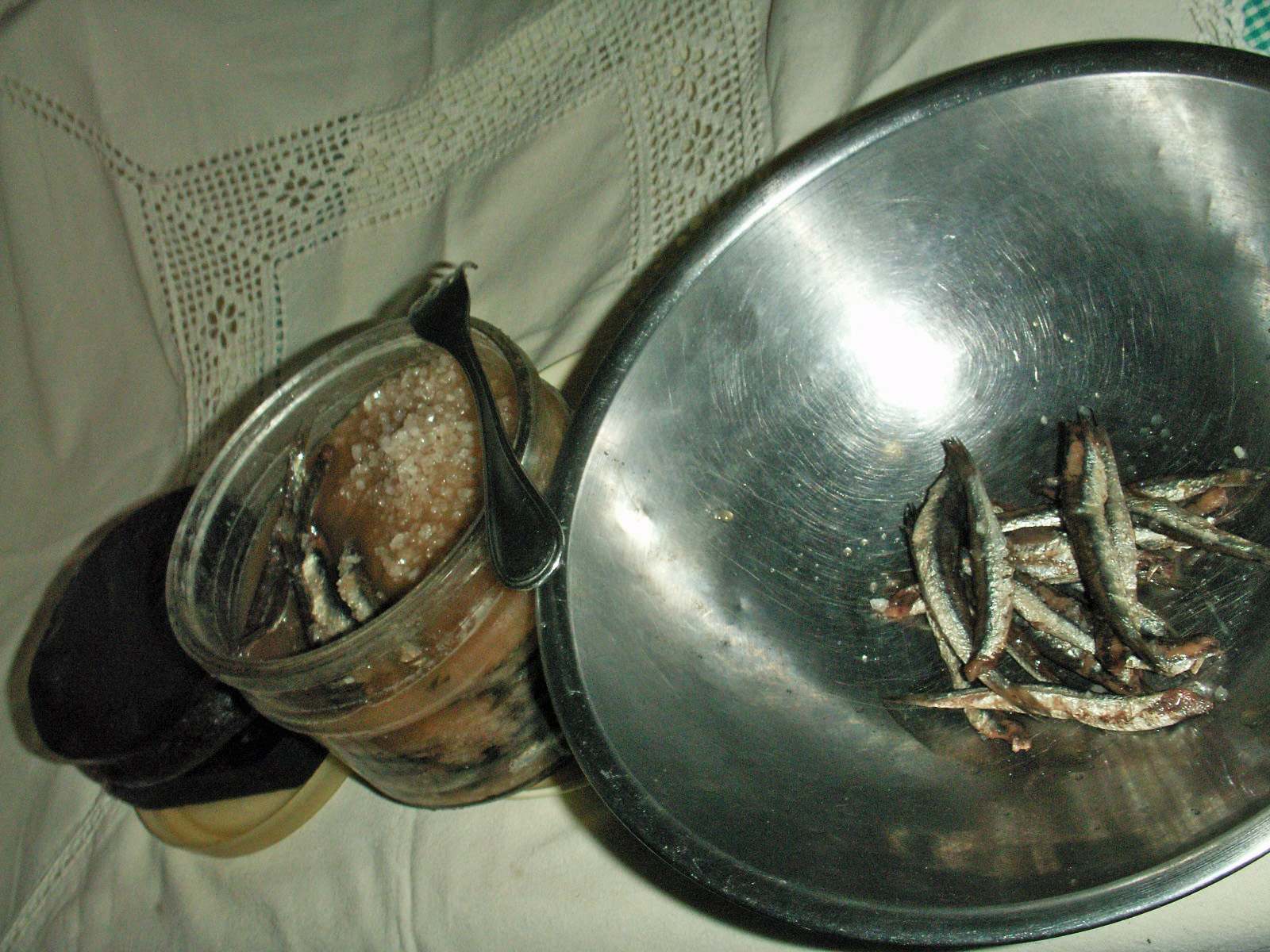
Bastardella per dissalare le acciughe
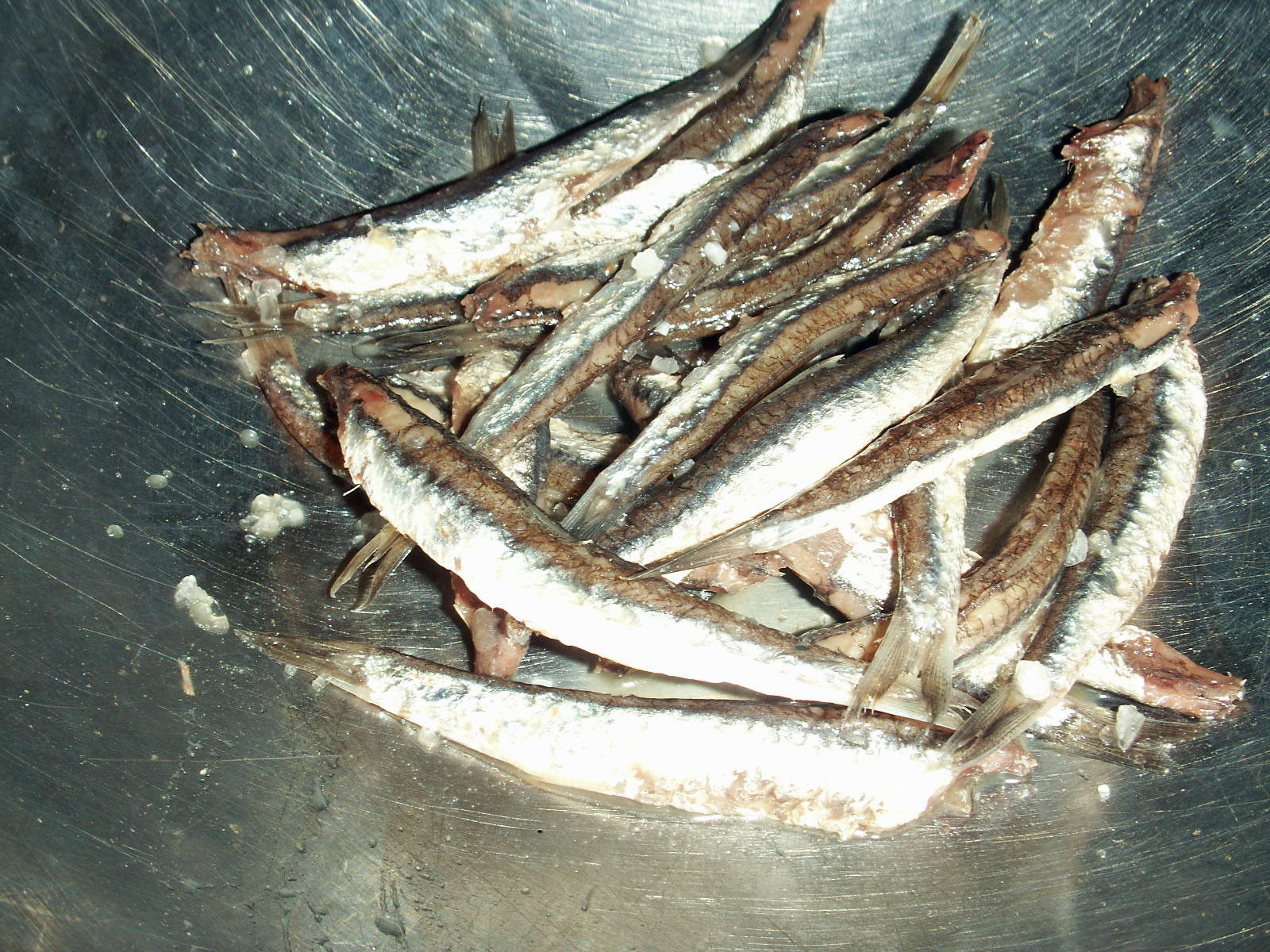
Acciughe salate
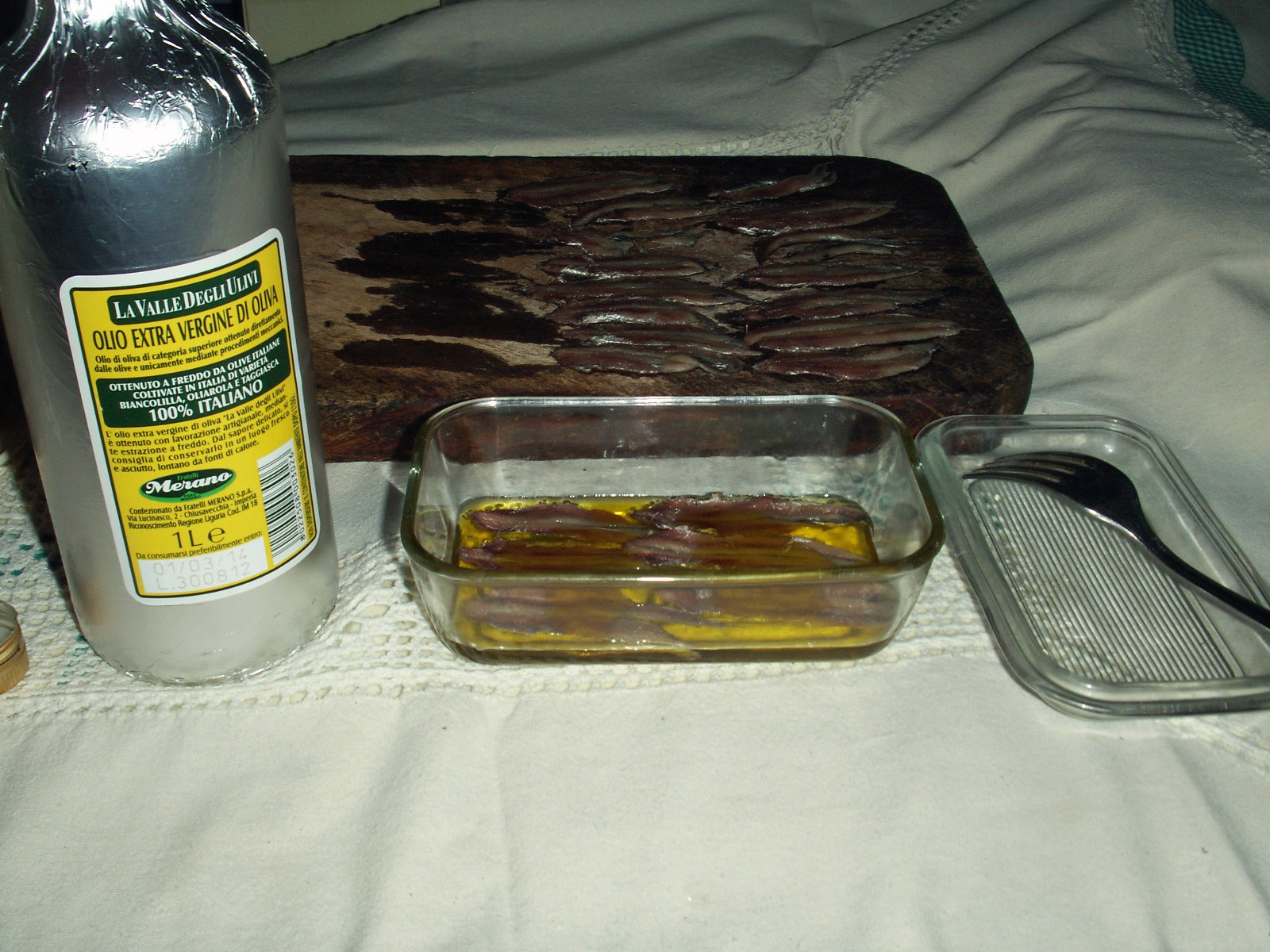
Acciughe asciutte sott'olio extravergine taggiasco
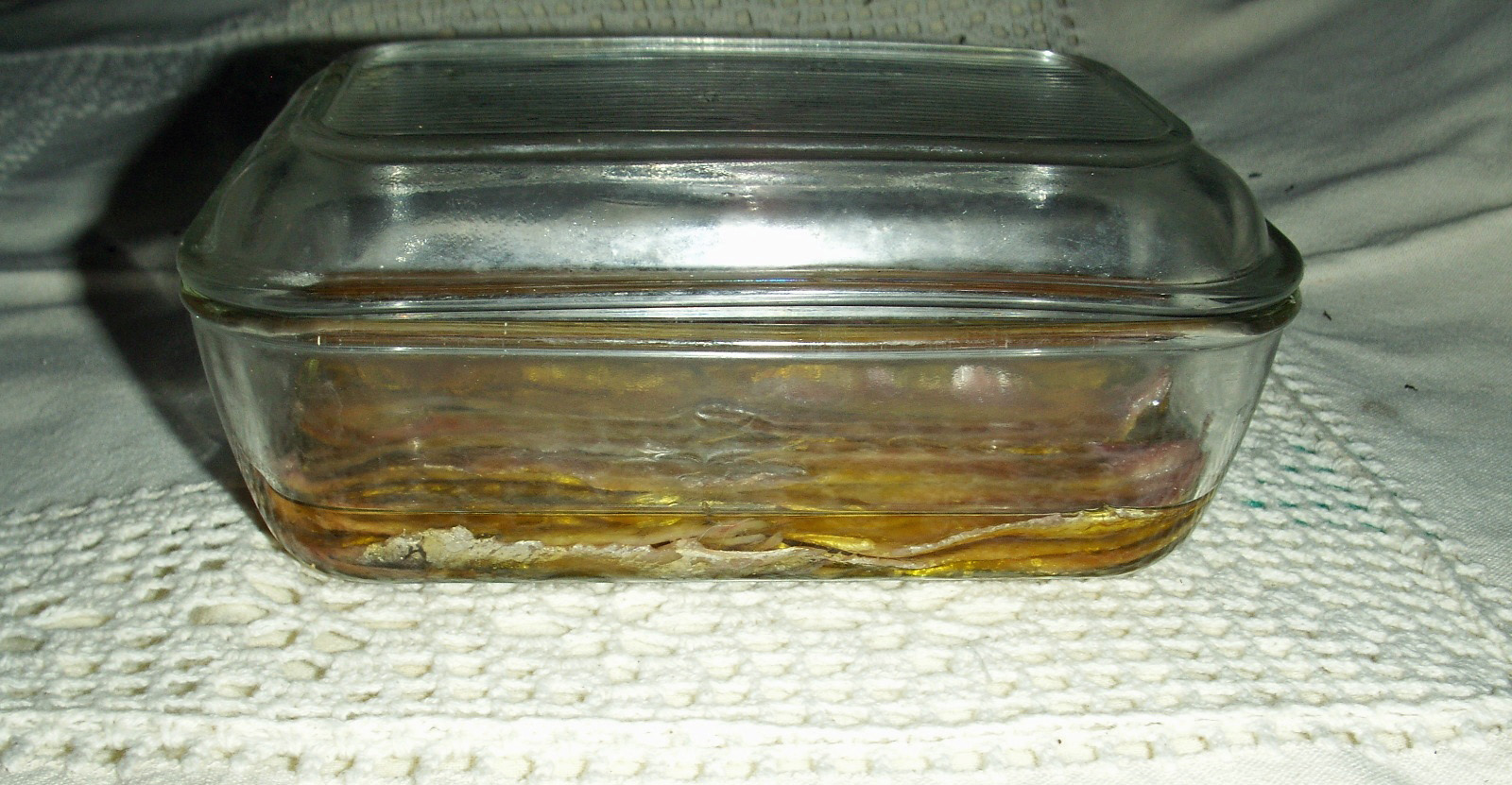
Vaschetta portacciughe sott'olio con coperchio
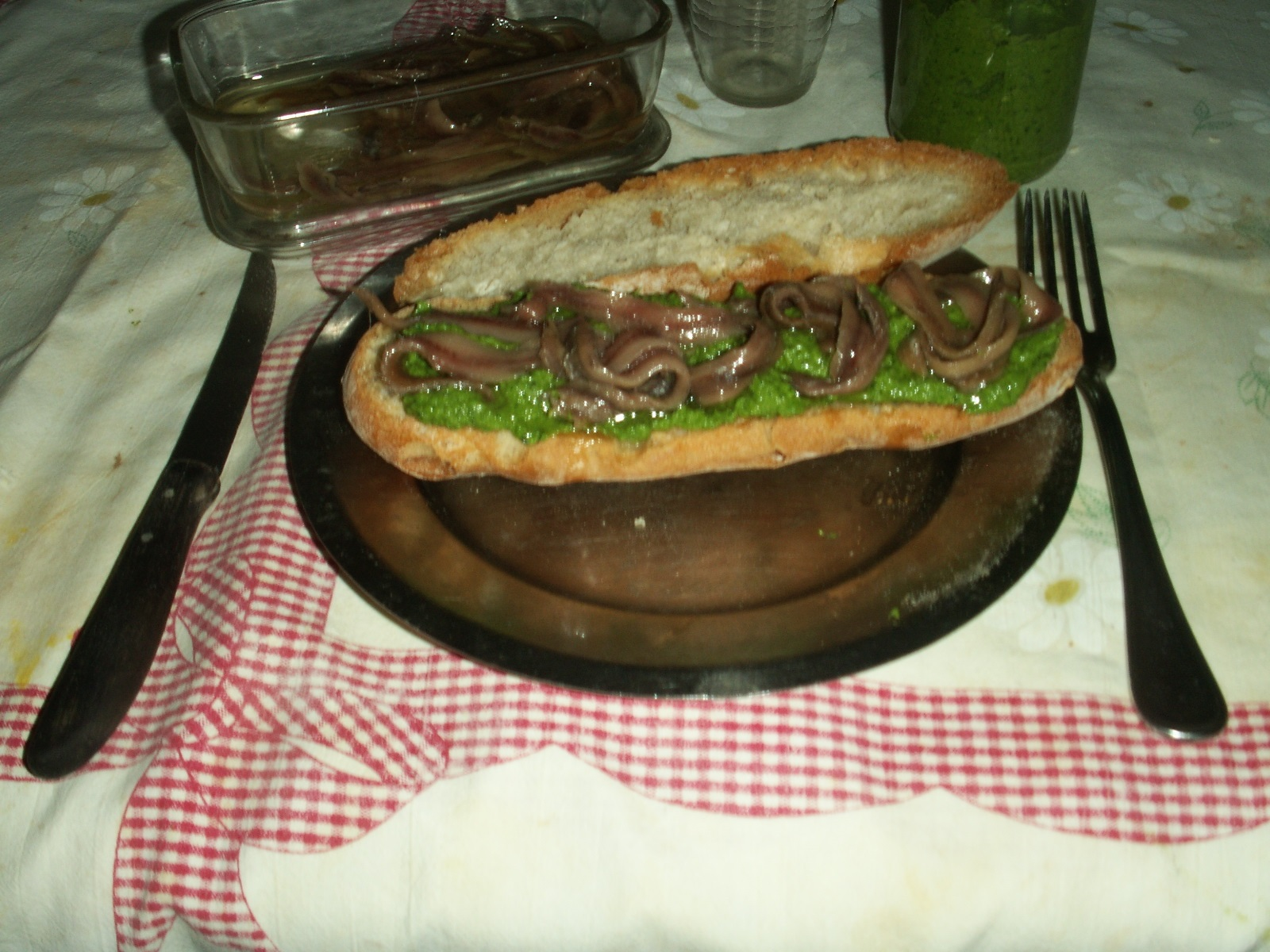
Panino di acciughe al bagnetto verde
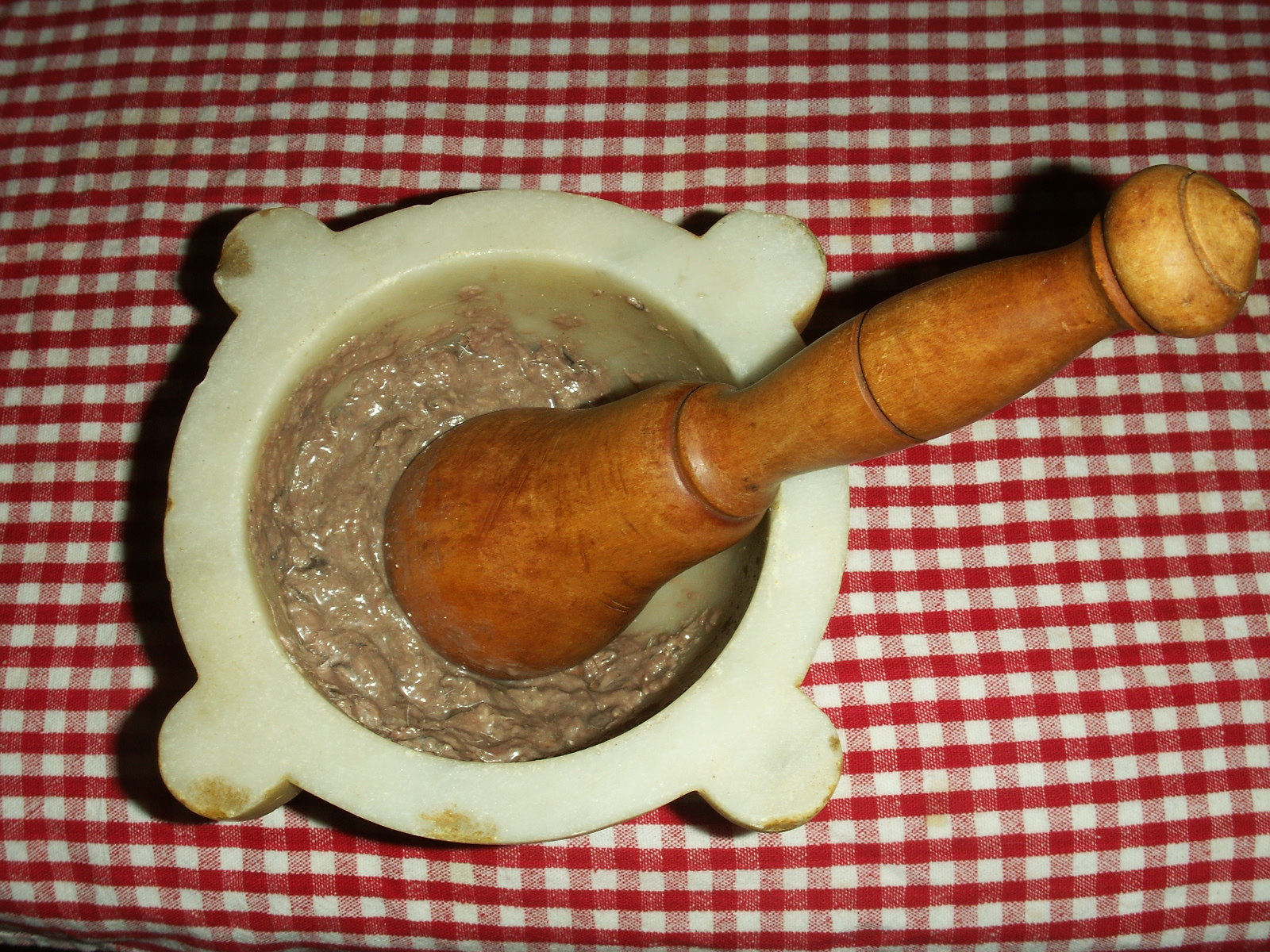
Pasta d'acciughe nel mortaio